# Yohei Sakai
Yohei Sakai (født 10. april 1986) er en japansk fodboldspiller.
Han har spillet for flere forskellige klubber i sin karriere, herunder Yokohama FC, SC Sagamihara, Mito HollyHock og Thespakusatsu Gunma.